# Abu Fayed
Abu Fayed er en fiktiv person fra tv-serien 24 Timer
Terrorist fra Mellemøsten (ukendt land), hyret af General Habib til at sprænge fem atomkufferter på udvalgte mål i USA.
| 24 Timer | Spire Denne artikel om tv-serien 24 Timer er en spire som bør udbygges. Du er velkommen til at hjælpe Wikipedia ved at udvide den. |